# Jesus Loves You
Jesus Loves You (рус. Иисус любит тебя) — британская группа, основанная певцом Боем Джорджем в 1989 году и распавшаяся в 1992 году. Музыка группы представляла собой смесь хаус, индийской классической музыки и западной поп-музыки. Основной темой песен были любовь, духовность и равенство всех людей.

## История
В 1986 году Бой Джордж покинул группу Culture Club и начал сольную карьеру. В 1987 году вышел его первый сольный альбом Sold. В последующих двух альбомах Бой Джордж экспериментировал с электронной музыкой. Как сами альбомы, так и синглы с них, не имели значительного коммерческого успеха. Тогда Бой Джордж решил создать группу Jesus Loves You, полагая, что она будет более успешной, так как никто не будет знать о том, что он является её лидером. Для этой цели Бой Джордж принял псевдоним «Angela Dust». Дебютный сингл группы, «After the Love», Бой Джордж посвятил теме разлуки с бывшим членом Culture Club Джоном Моссом. Эту песню он написал в соавторстве с Моссом. Первые три сингла Jesus Loves You не имели заметного успеха в UK Singles Chart.
С начала 1980-х годов Бой Джордж поддерживал связь с кришнаитами. Кришнаиты помогли ему преодолеть наркотическую зависимость, за что он чувствовал себя благодарным им. В 1990 году Бой Джордж совершил паломничество в Индию, написав под впечатлением от него песню «Bow Down Mister». Это была первая религиозная песня группы, ознаменовавшая собой поворотный момент в истории коллектива. В 1991 году песня вышла в виде сингла и стала хитом. В UK Singles Chart сингл поднялся до 27 места. Песня также имела большой коммерческий успех во Франции (#29), Швейцарии (#15), Германии (#6) и в особенности в Австрии, где сингл достиг #2 в официальном хит-параде синглов. В том же году вслед за синглом вышел дебютный альбом Jesus Loves You под названием The Martyr Mantras. В конце 1991 года в виде синглов были изданы ремиксы песен «Generations of Love» и «After the Love».
В июле 1992 года Jesus Loves You вместе с кришнаитским ансамблем Gauranga Bhajan Band провели концерт в спортивном комплексе «Олимпийский» (концерты Gauranga Bhajan Band также прошли в Санкт-Петербурге, Риге и Киеве, но Jesus Loves You приняли участие лишь в московской программе). На концерте присутствовало более 35 000 человек, певших с кришнаитами и Боем Джорджем мантру «Харе Кришна».
Выход второго альбома группы, Popularity Breeds Contempt, планировался на декабрь 1992 года. Незадолго до выхода альбома группа выпустила сингл «Sweet Toxic Love» (с песней «Am I Losing Control» на стороне «Б»). Компания звукозаписи Virgin Records была разочарована коммерческим провалом сингла и решила не выпускать альбом в свет. Остальные песни с альбома так и не были изданы. Jesus Loves You распались вскоре после этого.

## Дискография

### Синглы
| Год  | Сингл                 | Позиции в чартах | Позиции в чартах | Позиции в чартах | Позиции в чартах | Позиции в чартах | Версия (сторона «А»)                 |
| Год  | Сингл                 | UK Singles Chart | DE               | AT               | CH               | FR               | Версия (сторона «А»)                 |
| ---- | --------------------- | ---------------- | ---------------- | ---------------- | ---------------- | ---------------- | ------------------------------------ |
| 1989 | «After the Love»      | 68               | —                | —                | —                | —                | 10 Glorious Years Mix                |
| 1990 | «Generations of Love» | —                | —                | —                | —                | —                | Land of Oz Mix                       |
| 1990 | «One on One»          | —                | —                | —                | —                | —                | Fon Force Mix                        |
| 1991 | «Bow Down Mister»     | 27               | 6                | 2                | 15               | 29               | A Small Portion 2 B Polite Mix       |
| 1991 | «Generations of Love» | 35               | —                | 30               | —                | —                | La La Gone Gaga Mix                  |
| 1991 | «After the Love»      | —                | —                | —                | —                | —                | Naughty Norman Normal’s Nightie Edit |
| 1992 | «Sweet Toxic Love»    | 65               | 51               | 14               | —                | —                | Deliverance Mix                      |

### Альбомы
| Год  | Альбом             | Позиции в чартах | Позиции в чартах | Позиции в чартах | Позиции в чартах | Позиции в чартах |
| Год  | Альбом             | UK Albums Chart  | DE               | AT               | CH               | FR               |
| ---- | ------------------ | ---------------- | ---------------- | ---------------- | ---------------- | ---------------- |
| 1991 | The Martyr Mantras | 60               | —                | 13               | —                | —                |

Синглы сначала вышли в Европе, а после 1991 года — в Австралии. В США не вышло ни одного сингла. Альбом The Martyr Mantras был выпущен в США как альбом Боя Джорджа, а не как альбом Jesus Loves You.